# PLIDA
PLIDA(이탈리아어: Progetto Lingua Italiana Dante Alighieri)는 이탈리아어 공인 시험의 하나이다.
단테 알레기에리 협회(Dante Alighieri Society)에서 발행하는 언어 졸업장으로 소지자의 외국어로서의 이탈리아어 능력을 인증한다. 학위는 표준화된 언어 시험을 통과한 후에만 취득할 수 있다. 단테 알레기에리 협회의 로마 지부는 PLIDA 인증 발급을 위한 공식 시험 센터이다.

## 같이 보기
- CELI
- CILS